# Potentilla bimundorum
Potentilla bimundorum es una especie de planta del género Potentilla, perteneciente a la familia Rosaceae.

## Taxonomía
Potentilla bimundorum fue descrita por Jiří Soják en 1974.

## Distribución
Se encuentra en el territorio de América subártica hasta Canadá.